# The Flowers of Romance
| Recensione     | Giudizio       |
| -------------- | -------------- |
| Ondarock       | Pietra miliare |
| Piero Scaruffi |                |
| AllMusic       |                |

The Flowers of Romance è il terzo album di studio del gruppo britannico Public Image Ltd., pubblicato nel 1981 dalla Virgin Records.
Il titolo dell'album è un riferimento ai Flowers of Romance, un gruppo punk della prima ora del quale erano stati membri sia Keith Levene (membro dei PIL) che Sid Vicious.
La foto in copertina ritrae la regista di videoclip e musicista Jeannette Lee.

## Il disco
L'album è principalmente incentrato sui ritmi di batteria e percussioni, violino, sassofono e perfino il banjo. Levene lo descrisse con queste parole: «Probabilmente... il disco meno commerciale mai pubblicato da un'etichetta discografica». In maniera simile, la Trouser Press Record Guide definisce "la musica contenuta nel disco così difficile da dar credito all'affermazione fatta da un produttore discografico che The Flowers of Romance sia uno dei dischi meno commerciali mai incisi; almeno in un contesto di musica pop". Effettivamente l'album è caratterizzato da litanie principalmente rumoristiche e dal cantato salmoidiante ed allucinato di Lydon, che certo non contribuiscono alla "fruibilità" dell'opera presso il grande pubblico. A dispetto di tutto ciò, in Gran Bretagna l'album riscosse più successo di tutti i precedenti dischi dei PiL, issandosi fino alla posizione numero 11 nella classifica Official Albums Chart. Negli Stati Uniti invece non riuscì ad entrare in classifica.
Il batterista occasionale Martin Atkins suonò in tre canzoni, mentre Levene e John Lydon si occuparono delle percussioni sugli altri brani dell'album. Uno di questi, Under the House, contiene sia Levene che Atkins mentre suonano due parti di batteria simili. La principale, e pesantemente trattata, risente dell'influenza del terzo album solista di Peter Gabriel, nel quale il tecnico del suono Hugh Padgham aveva "trattato" in studio il suono della batteria suonata da Phil Collins. Collins, a sua volta, rimase così impressionato dal sound di The Flowers of Romance che assunse l'ingegnere sonoro dell'album, Nick Launay, per produrre i suoi progetti discografici futuri.
Nel corso dell'album, si ascoltano brani di "musique concrète", come il suono amplificato di orologi da polso, brani al piano suonati alla rovescia ed estratti di opera lirica, tutti mischiati insieme nel missaggio audio. John Lydon contribuì suonando violino Stroh e sassofono (nonostante non sapesse suonare bene nessuno dei due strumenti) e, secondo quanto affermato in un articolo di Rolling Stone, percuotendo semplicemente qualsiasi cosa per le percussioni, incluso il dorso di un banjo in Phenagen.
L'innovativo sound della chitarra elettrica di Keith Levene, già sperimentato in Metal Box, venne spinto anche più in là attraverso l'utilizzo di nastri rovesciati e distorsioni varie. Svariate canzoni (per esempio Four Enclosed Walls, Phenagen) possiedono sonorità medio-orientali.
Il bassista Jah Wobble era uscito dal gruppo prima dell'inizio delle sedute di registrazione per The Flowers of Romance, quindi Keith Levene si occupò di suonare il basso in Track 8 e Banging The Door, le uniche due tracce che contengono il suono di tale strumento.

### Registrazione
Le sessioni iniziarono al Manor Studio di Shipton-on-Cherwell, con una prenotazione di due settimane verso l'inizio di ottobre 1980. Soltanto una sola traccia dell'album venne registrata verso la fine di queste sessioni (Hymie's Him). La band incise per scherzo anche due cover di Twist and Shout e Johnny Remember Me che rimasero inedite. Il batterista Martin Atkins, che aveva fatto visita alla band in studio verso la fine delle sedute, probabilmente suonò la batteria in Home Is Where the Heart Is, che diventò la B-side del singolo Flowers of Romance dell'anno successivo. Home Is Where the Heart Is venne poi mixata ai Townhouse Studios; durante queste sessioni di missaggio il produttore Steve Lillywhite venne licenziato e sostituito da Nick Launay, che venne accreditato per aver co-prodotto l'album.
Il resto del disco venne registrato ai Townhouse Studios di Londra alla fine di ottobre/inizio novembre del 1980. Per le sessioni fu reclutato il batterista Martin Atkins che contribuì anche alla composizione di qualche brano, e poi lasciò il gruppo il 31 ottobre 1980 per andare a suonare in concerto a New York City con la sua band "Brian Brain" il giorno dopo. Brani registrati ma che furono scartati dall'album sono Vampire e Woodnymphs.
Un'ultima seduta in studio si tenne all'inizio di dicembre 1980 ai Townhouse Studios per il remixaggio del singolo programmato Flowers of Romance e qualche altra sovraincisione.

### Singoli
La canzone Flowers of Romance, venne pubblicata su singolo nel marzo 1981, raggiungendo la posizione numero 24 nella classifica britannica. Il singolo ha un missaggio differente rispetto alla versione sull'album.

## Tracce
1. Four Enclosed Walls – 4:44
2. Track 8 – 3:15
3. Phenagen – 2:40
4. Flowers of Romance – 2:51
5. Under the House – 4:33
6. Hymie's Him – 3:18
7. Banging the Door – 4:49
8. Go Back – 3:46
9. Francis Massacre – 3:31

### Bonus tracks ristampa CD
1. Flowers of Romance (Instrumental) – 2:51 Bonus CD track (tratta dal singolo Flowers of Romance 12")
2. Home Is Where the Heart Is – 7:34 Bonus CD track (tratta dal singolo Flowers of Romance)
3. Another – 3:51 Bonus CD track (tratto dal singolo Memories)

## Formazione
- John Lydon - voce
- Keith Levene - chitarra
- Jah Wobble - basso

Per questo album non risulta accreditato alcun batterista. Si ritiene che si siano avvicendati diversi musicisti: David Humphrey (brano 1 e 3), Richard Dudanski (2, 6, 7, 10, 11), Keith Levene (4, 12), Jah Wobble (5, 8), Martin Atkins (9).

## Curiosità
- Per la composizione della traccia più sperimentale e dissonante dell'album, Francis Massacre, John Lydon si ispirò a quando finì in carcere a Dublino per un periodo di 6 mesi a causa del coinvolgimento in una rissa.[5]